# Бредсдорф, Элиас
Элиас Лунн Бредсдорф (дат. Elias Lunn Bredsdorff; 15 января 1912, Роскилле — 8 августа 2002, Фредериксберг) — датский писатель, коммунист, историк литературы, литературовед, участник движения Сопротивления, преподаватель и исследователь творчества Ханса Кристиана Андерсена. Брат Мортена Бредсдорфа.

## Биография
Родился в 1912 году в Роскилле, шестой и младший сын школьного директора Томаса Вильхельма Биркедаля Бредсдорфа и учительницы Маргрете Бредсдорф (урожд. Лунн). Начальное образование получил дома, с 12 лет посещал Кафедральную школу Роскилле, в 1930 году поступил в Копенгагенский университет, где изучал датскую и английскую филологию. Окончил университет в 1938 году. В 1935 году женился на художнице Амелие Марие Педерсен (творческий псевдоним Марлие Бранде), в этом браке родились двое сыновей — Микаэль и Ян.
Начиная с годов учёбы в университете, активно участвовал в деятельности датских социалистических организаций. В это время он стал атеистом, в 1932 году вступил в Коммунистическую партию Дании, а в 1933—1934 годах возглавлял студенческий профсоюз университета. Организовал визиты в Данию Троцкого и Бертрана Расселла. С 1935 по 1939 год (с перерывом в 1937) — секретарь организации Frisindet Kulturkamp. Вышел из состава компартии под впечатлением событий советско-финляндской войны.
В годы немецкой оккупации Дании — участник Сопротивления, с 1943 года на подпольном положении. С того же года — член общего руководства газеты «Свободная Дания» (дат. Frit Denmark).
После войны переехал в Великобританию, где с 1946 по 1949 год преподавал в Университетском колледже Лондона, а в 1949 году стал преподавателем датского языка и литературы в Кембридже, там же с 1960 года возглавлял отделение скандинавистики. В 1953 году развёлся и на следующий год женился на антикваре Анне Лизе Неккельман; в 1956 году в этом браке родилась дочь Эва. В середине 1950-х годов стал одним из основателей Международной ассоциации скандинавистики (англ. International Association of Scandinavian Studies), а в 1962 году — основателем и первым редактором журнала Scandinavica, занимая затем эту должность на протяжении 15 лет.
Вышел на пенсию в 1979 году, после чего вернулся в Данию. Продолжал активную общественную деятельность, с 1982 по 1985 год возглавлял Комитет по израильско-палестинскому сотрудничеству, в 1987 году — организацию «Диалог с Хартией-77». Умер от рака в доме престарелых во Фредериксберге в 2002 году, оставив после себя вторую жену, младшего сына и дочь.

## Вклад в литературоведение
В ранний датский период научной деятельности опубликовал исследовательские работы, посвящённые Д. Г. Лоуренсу (1937), Олдосу Хаксли (1938), и Стейнбеку (1942). В 1950 году составил библиографию переводов датской художественной литературы на английский язык, в 1956 году издал датский учебник грамматики и хрестоматию для английских начальных школ, много лет остававшиеся основными учебными пособиями для начинающих изучать датский язык. Известен документальными работами по современной литературе, в числе которых диссертация по творчеству Хенрика Понтоппидана и Георга Брандеса (1964) и «Великая северная война с половой моралью» (дат. Den store nordiske krig om seksualmoralen, 1973). Несколько работ посвятил драматургу Кьеллю Абеллю, известному левыми взглядами и новаторским стилем.
В 1975 году выпустил на английском языке монографию, посвящённую жизни и творчеству Ханса Кристиана Андерсена (англ. Hans Christian Andersen: the Story of his Life and Work, 1805–75), переведённую, помимо датского (1979), на немецкий, французский и японский языки. Целью этой работы было исправление устоявшегося в англоязычных странах представления об Андерсене как о чисто детском писателе, и в ней были освещены аспекты его творчества как романиста и автора путевых заметок, а также его автобиографическая проза.
В первой половине 1980-х годов выпустил автобиографический двухтомник, охватывавший периоды жизни с 1912 по 1946 и с 1946 по 1979 годы. В 1999 году издал книгу «Козёл отпущения» (дат. Syndebukken) об Оскаре Уайльде, к этому времени малоизвестном в Дании.
С 1975 года — член Датской королевской академии наук.

## Книги
- Литература и общество в Скандинавии. М.: Прогресс, 1971